# Gyrotaenia myriocarpa
Gyrotaenia myriocarpa là loài thực vật có hoa trong họ Tầm ma. Loài này được Griseb. mô tả khoa học đầu tiên năm 1861.